# FC Džiugas
FC Džiugas is een Litouwse voetbalclub uit Telšiai.
De club werd oorspronkelijk in 1923 opgericht en in 1991, 2006 heropgericht. In 2020 promoveerde de club naar de A lyga.

## Erelijst
- Pirma lyga (D2)

2019

## Seizoen na seizoen
| Seizoen | Niveau | Liga       | Plaats | Webplaats | Opmerkingen |
| ------- | ------ | ---------- | ------ | --------- | ----------- |
| 2014    | 3.     | Antra lyga | 2.     | [ 1 ]     | promoveerde |
| 2015    | 2.     | Pirma lyga | 10.    | [ 2 ]     |             |
| 2016    | 2.     | Pirma lyga | 7.     | [ 3 ]     |             |
| 2017    | 2.     | Pirma lyga | 5.     | [ 4 ]     |             |
| 2018    | 2.     | Pirma lyga | 5.     | [ 5 ]     |             |
| 2019    | 2.     | Pirma lyga | 1.     | [ 6 ]     | promoveerde |
| 2020    | 2.     | Pirma lyga | 4.     | [ 7 ]     | promoveerde |
| 2021    | 1.     | A lyga     | 8.     | [ 8 ]     |             |
| 2022    | 1.     | A lyga     | 9.     | @         |             |
| 2023    | 1.     | A lyga     | 9.     | @         |             |
| 2024    | 1.     | A lyga     | 6.     | @         |             |
| 2025    | 1.     | A lyga     | .      | @         |             |

## Bekende (ex-)spelers
- Jeremy Fernandes (2021)
- Nino Noordanus (2024)